# Беспалый, Александр Сергеевич
Александр Сергеевич Беспалый (бел. Аляксандар Сяргеевіч Бяспалы; 8 ноября 1948, Полоцк — 22 августа 2016, Минск) — советский и белорусский актёр театра и кино, театральный режиссёр, заслуженный артист Республики Беларусь (1999).

## Биография
Родился 8 ноября 1948 года в Полоцке.
В 1968 году окончил Полоцкий нефтяной техникум (механическое отделение; сейчас Новополоцкий государственный политехнический колледж). В 1973 году окончил актёрско-режиссёрский факультет ВГИКа (мастерская профессора Игоря Таланкина, белорусский набор). Среди его однокурсников — Пётр Юрченков, Светлана Суховей, Владимир Грицевский, Владимир Антоник, Леонид Белозорович, Нина Розанцева, Владимир Сичкарь.
С 1973 года работал на киностудии «Беларусьфильм». Сыграл более 130 ролей в кино.
С 1981 года — в труппе Минского Театра-студии киноактёра.
В соавторстве с заслуженным артистом Беларуси Владимиром Грицевским поставил спектакли «Театр купца Епишкина», «Последняя женщина сеньора Хуана», «Остров нашей Любви и Надежды», «Навечно в памяти», «Поле битвы» и другие.
Похоронен в Колодищах рядом с супругой.

## Семья
- Сын — актёр Денис Беспалый (род. 1974).
- Сын — режиссёр и актёр Максим Беспалый.

## Награды и премии
- Заслуженный артист Республики Беларусь (1999).
- Медаль Франциска Скорины (2009).
- «За лучшую режиссуру», спектакль «Мы идем смотреть «Чапаева» — «Маладзечанская сакавіца-1996».
- Диплом «Лучшая мужская роль» за исполнение роли Бернарда Шоу в спектакле «Милый лжец» на X Международном кинофестивале стран содружества независимых государств и Балтии «Лістапад-2003».
- Диплом оргкомитета II Международного фестиваля военного кино имени Ю.Н. Озерова «За вклад в военно-патриотическое воспитание молодежи» (Чебоксары-Саранск-Йошкар-Ола, 2004).
- Благодарность Министерства культуры Республики Мордовия за участие в церемонии торжественного открытия II Международного фестиваля военного кино (Саранск, 2004).
- Диплом оргкомитета Международного фестиваля театрального искусства «Панарама» (Минск, 2004).
- Стипендиат Специального фонда Президента Республики Беларусь по поддержке творческой интеллигенции (после 40) (режиссёр ТСК — спектакль «В кольце тишины» В. Раздольского и киноконцерт, посвященный 60-летию освобождения) (2005).
- Диплом за исполнение роли IX Международного кинофестиваля «Бригантина» (фильм «Я помню...») (Бердянск, 2006).

## Работы в театре

### Актёр
- «Гамлет» В. Шекспира — Лаэрт
- «Женитьба Бальзаминова» — Чебаков
- «Фантазии по Гоголю» — Городничий
- «Таланты и поклонники» — Нароков
- «Похищение Елены» — Фердинанд Бревен
- «Милый лжец» — Бернард Шоу
- «Навечно в памяти»
- «...Забыть Герострата!» — Тиссаферн
- «Сублимация любви» — ТСД «Театральный ковчег»
- «Легко ли обмануть женщину?» — ТСД «Театральный ковчег»

### Режиссёр-постановщик
В соавторстве с Владимиром Грицевским:
- «Тэатр купца Япішкіна»
- «Последняя женщина сеньора Хуана»
- «Остров нашей Любви и Надежды»
- «Навечно в памяти»
- «Поле битвы»

## Фильмография

### Актёр
1. 1973 — Берега — эпизод
2. 1974 — Бронзовая птица — милиционер (нет в титрах)
3. 1974 — Великий укротитель — моряк Костя
4. 1974 — Весёлый калейдоскоп (новелла «Сюрпризы после смены») — Степан, строитель, флейтист (нет в титрах)
5. 1974 — Кто, если не ты... — Антон, сталевар
6. 1974 — Потому что люблю — Саша, механик
7. 1975 — Алёхин — человек «дорожный» (к/м) — Яков
8. 1975 — Время-не-ждёт — золотоискатель, игрок в карты
9. 1975 — Танец орла — Рыжий, шахтёр, браконьер
10. 1976 — Венок сонетов — эпизод
11. 1976 — Всего одна ночь — посетитель ресторана (нет в титрах)
12. 1976 — Осенние яблоки — Андрей, бригадир
13. 1976 — По секрету всему свету — сотрудник «Горгаза»
14. 1976 — Сын председателя — эпизод
15. 1976—1978 — Время выбрало нас — Желябин, партизан
16. 1977 — В профиль и анфас (новелла 3-я «Берега») — сын Павла
17. 1977 — Про Красную Шапочку — лесоруб в высокой шляпе
18. 1977 — Семейные обстоятельства — эпизод
19. 1977 — Три весёлые смены (1-я серия «Селюжёнок») — военный лётчик
20. 1977 — Чёрная берёза — рабочий на автомобильном заводе, бывший партизан
21. 1978 — Антонина Брагина — жених
22. 1978 — Встреча в конце зимы — Сомов, главный инженер
23. 1978 — Дебют — колхозник-строитель, бородач
24. 1978 — Обочина — шабашник
25. 1978 — Поговорим, брат… — бородатый казак
26. 1979 — Голубой карбункул — слесарь
27. 1979 — Железные игры — тренер
28. 1979 — Звон уходящего лета — Юрий Витальевич, заведующий сельским клубом
29. 1978 — Капитан Соври-голова — эпизод (нет в титрах)
30. 1979 — Красный велосипед — бандит
31. 1979 — Пираты XX века — старший помощник
32. 1980 — Каждый третий — эпизод
33. 1980 — Половодье
34. 1980 — Третьего не дано
35. 1981 — Государственная граница. Мирное лето 21-го года — Степанченко, солдат при Гамаюне
36. 1981 — Звездопад — раненый
37. 1981 — Паруса моего детства — бандит
38. 1981 — Раскиданное гнездо — мужик
39. 1981 — Родник — Алексей
40. 1982 — Взять живым — Ваня Рогатин, разведчик
41. 1982 — Культпоход в театр — артист театра
42. 1982 — Купальская ночь — Максим, отец Василька
43. 1982 — Новая земля — лесничий
44. 1982 — Полесская хроника (фильм 2-й «Дыхание грозы») — эпизод
45. 1983 — Белые Росы — Мишка
46. 1983 — Водитель автобуса — капитан
47. 1983 — Этот негодяй Сидоров — работник зоопарка
48. 1983 — Жил-был Пётр — Коля, сварщик, коллега Гриши
49. 1983 — Как я был вундеркиндом — эпизод
50. 1983 — Незнакомая песня — Толик, моряк из Мурманска
51. 1983 — Чёрный замок Ольшанский — эпизод
52. 1984 — Осенний подарок фей — придворный, швыряющий в драке столик; а также придворный мавританского принца (нет в титрах)
53. 1984 — Последний шаг — Карпов
54. 1984 — Тихие воды глубоки — Пётр
55. 1985 — Куда идёшь, солдат? — Чурсин
56. 1985 — Мама, я жив — партизан
57. 1985 — Матрос Железняк — боцман
58. 1985 — Снайперы — разведчик
59. 1985 — Я любил вас больше жизни — Малечук, солдат
60. 1986 — Экзамен на директора — председатель сельсовета
61. 1986 — Зина-Зинуля — водитель, отстраненный от работы
62. 1986 — Карусель на базарной площади — дезертир
63. 1986 — Не забудьте выключить телевизор — Максим Михайлович, папа Гоши
64. 1986 — Охота на последнего журавля
65. 1986 — Полёт в страну чудовищ — эпизод
66. 1987 — Приказ — Семак, военный
67. 1987 — Хотите – любите, хотите – нет… — Павел
68. 1988 — Воля Вселенной — эпизод
69. 1988 — Благородный разбойник Владимир Дубровский — исправник
70. 1989 — Город Зеро — электрик, хозяин дома
71. 1989 — Его батальон — сержант Нагорный
72. 1989 — На железной дороге — Евфимий
73. 1989 — Степан Сергеич — Мефодий Сорока, мичман в училище
74. 1990 — Овраги — Герасим Никитич Шишов
75. 1990 — Плач перепёлки — Иван Падерин
76. 1991 — Брюнетка за 30 копеек — Клименко
77. 1991 — Дура — полицейский
78. 1991 — Кешка и гангстеры — Фиксатый
79. 1991 — Крест милосердия — эпизод
80. 1991 — Седая легенда (СССР, Польша) — Юстин, бунтовщик
81. 1992 — Кроткая (Грузия) — эпизод
82. 1992 — Вальс золотых тельцов — начальник аэропорта
83. 1992 — Где ты был, человек божий? (Армения) — эпизод
84. 1992 — Искатели сокровищ (Беларусь)
85. 1992 — Уик-энд с убийцей (Беларусь) — капитан милиции, сотрудник ГАИ
86. 1992, 2006 — Тихий Дон — Прохор Зыков  (в титрах — Александр Беспалис)
87. 1993 — Здешние (Беларусь) — эпизод
88. 1993 — Хочу в Америку (Беларусь) — лейтенант милиции
89. 1993 — Чёрный аист (Беларусь) — Лаврентий
90. 1994 — Роман в русском стиле («Роман alla russа») — член съёмочной группы
91. 1995 — Западня для зубра. Витовт (Беларусь) — эпизод
92. 1995 — На чёрных лядах (Беларусь)
93. 1996 — Любить по-русски 2 — начальник тюрьмы
94. 1997 — Две истории одного гусара
95. 1997 — Явдоха
96. 1998 — Маленький боец — Алексей Григорьевич, пастух
97. 1998 — Печь — Иван Иванович Безик
98. 1998 — Проклятый уютный дом (Беларусь) — племянник
99. 1999 — Рейнджер из атомной зоны — рыбак-самосел
100. 2000 — Ускоренная помощь 2 — закодированный
101. 2001 — В августе 44-го… — эпизод
102. 2001 — Свежина с салютом (Беларусь) — эпизод
103. 2002 — Нескучные материалы (Беларусь)
104. 2003 — Анастасия Слуцкая
105. 2004 — Вам — задание
106. 2004 — Сага древних булгар. Лествица Владимира Красное Солнышко — Владимир Святославич в старости
107. 2005 — Глубокое течение — Михась
108. 2005 — Цвет любви — тесть
109. 2005 — Я помню (Беларусь) — Тимох
110. 2007 — 1612: Хроники Смутного времени — патриарх Гермоген
111. 2009 — Братья Карамазовы — Ильинский батюшка
112. 2010 — Дом образцового содержания — эпизод
113. 2010 — Око за око (Беларусь, Россия) — эпизод

### Режиссёр
1. 1994 — Изгнанник (короткометражный, Белоруссия)

### Озвучивание
1. 1987 — Ладья отчаянья
2. 1999 — Зимовье зверей